# Felicidad Orquín
Felicidad Orquín Lerín (1934) es una editora, escritora, investigadora y crítica en literatura infantil española.  En 1980 recibió el Premio Nacional de Crítica de Literatura Infantil y en 1981 el Primer Premio Nacional de literatura infantil. Fue directora de la Fundación Germán Sánchez Ruipérez de Madrid (1992-2002). Ha participado en los movimientos de renovación pedagógica y en el movimiento feminista español de los años setenta y ha trabajado en el tratamiento de las imágenes sexistas en los libros infantiles o el espacio social de las mujeres.

## Trayectoria
Felicidad Orquín participó activamente de los movimientos sociales y especialmente en el movimiento feminista en la dictadura y en la transición. Participó en la fundación de la  Librería de Mujeres en 1978 junto con Jimena Alonso, Celia Amorós, Carlota Bustelo, Cristina Pérez Fraga, Marta Ortiz Díaz, Ángela Cerrillo, Manuela Carmena, Francisca Sauquillo, Cristina Almeida, Juana Doña entre otras. La librería se configuró como un lugar de encuentro que permitía a las mujeres la celebración de reuniones periódicas donde  además de adquirir libros escritos por mujeres, se podía hablar, debatir e informarse sobre cualquier tema, incluso sobre temática prohibida: aborto, divorcio, sexualidad, empoderamiento, derechos laborales, etc.

## Obra

### Modelo educativo no sexista
Orquín ha desarrollado en el marco de la literatura infantil y juvenil un modelo educativo no sexista y coedudativo. Considera que la literatura infantil tiene como objetivo primordial el convertirse en agente de socialización privilegiado y explica que los primeros cuentos que el menor o la menor escucha y “con los que se relaciona afectivamente a través de la voz y el gesto del narrador parental, generalmente la madre o la abuela, le ofrecen destinos y actitudes y, por lo tanto, una autoafirmación, rígidamente diferenciadas según el sexo...son prescripciones de actitudes bajo las reglas que regulan el orden patriarcal”  En sus entrevistas defiende que no debe renunciarse a los cuentos tradicionales que ya existen aunque está de acuerdo en que se busquen otras fórmulas y relatos que otorguen a la mujer y a la niña otro papel más igualitario. "Pero no se puede deconstruir la narrativa tradicional, sino crear otros cuentos feministas, porque, además, no se trata de invertir los roles, sino crear desde una mirada feminista nuevos valores".
También ha ejercido la crítica de literaria y ha participado en simposios (nacionales e internacionales), cursos y encuentros con bibliotecas con el objetivo de difundir la lectura en colegios y escuelas y fomentar a los niños y niñas del disfrute con la lectura y el despertar un sentido crítico. Fue directora de la Fundación Germán Sánchez Ruipérez de Madrid (1992-2002). Perteneció al comité científico del Anuario de Investigación de Literatura Infantil y Juvenil de la Universidad de Vigo. Ha formado parte del equipo de directores de lectura del master de Literatura Infantil y Juvenil de la Universidad Autónoma de Barcelona (UAB) y ha sido jurado de diferentes premios literarios y periodísticos, como el Premio Nacional de Literatura Infantil, Premio periodístico sobre lectura o el Premio Lázaro Carreter de la Fundación Germán Sanchez Ruipérez,
Como especialista en literatura infantil y juvenil, ha sido invitada y ha participado en conferencias organizada por diferentes organismos e instituciones educativas y culturales, entre ellas la Biblioteca Nacional (Entre la realidad y la utopía: Antoniorrobles/Elena Fortún). o el Instituto Cervantes (Astrid Calzaslargas, una pionera de la literatura para niños).

## Vida personal
En 1956 se casó, con el también escritor Juan Eduardo Zuñíga, tienen una hija.

## Publicaciones

### Editora
Como editora, Felicidad Orquín, 
- En La Fundación Germán Sánchez Ruipérez dirigió dos colecciones: Biblioteca del Libro y El árbol de la memoria, en El árbol de la memoria, con ensayos sobre la lectura, los libros y la literatura dirigida a los niños y jóvenes.[18]
- En la editorial Espasa Calpe, Madrid, (1980-1991) fue directora literaria y dirigió las: Colección Austral Juvenil  y  Austral Infantil y colección de ensayo Espasa-Mañana.

- En la editorial Labor, dirigió la colección Labor Bolsillo Juvenil (1974-1979).[19]

### Escritora
Como escritora ha practicado el ensayo, el cuento y la crítica literaria.

#### Obras y publicaciones
- La educación lectora: encuentro iberoamericano  [2001] Editorial: Fundación Germán Sánchez Ruipérez    84-89384-30-4

- El niño que tenía miedo (1964) Editorial: Anaya

- Conversaciones con editores: En primera persona Ediciones Siruela, S.A.. ISBN 84-9841-091-6

- Relatos de intriga y terror. Editorial Santillana

- Un viaje al país de las cigüeñas. (1981)[22]

- Literatura infantil e ideología patriarcal o supremacía del reino del padre
- Nuevas perspectivas sobre la mujer : actas de las Primeras Jornadas de Investigación Interdisciplinaria / coord. por Pilar Folguera, Vol. 1, 1982,  84-600-2655-8, págs. 209-214

- La televisión, información y promoción / Fernando Alonso y Felicidad Orquín[23]
- Frente de liberación de la Mujer: "Manifiesto" (1976) Felicidad Orquín (res.), Carmen Sáez Buenaventura
- Mujeres y hombres .: La Formación del Pensamiento Igualitario / María Ángeles Durán Heras (ed. lit.), 1993,  84-7039-681-1, págs. 227-238

También ha sido colaboradora de Cuadernos de Literatura infantil y juvenil, El libro español: revista mensual del Instituto Nacional del Libro Español o el diario El País 

## Premios y reconocimientos
- Primer Premio Nacional de Crítica de Literatura Infantil en 1980.
- Premio Nacional de Literatura Infantil 1981.[24]